# 倉垣荘
倉垣荘（くらがきのしょう）は、平安時代後期から戦国時代まで越中国射水郡に置かれた荘園。現在の射水市東部・富山市西部にあたり、射水市海老江・堀岡地区から白石地区・戸破地区を含み、同市黒河地区から富山市老田地区までの30km²に及ぶ。領主は賀茂御祖神社（下鴨社）。

## 概要
寛治4年（1090年）、白河上皇の仏神事興行政策の中で上下賀茂社に各600町ずつの荘園が寄進された中の一荘。当初は30町であり、室町時代には年貢として200貫の地とされていた。文永10年には下鴨社の築垣・犬防の修築費を課せられている。戦国時代に入ると、越中守護代神保長誠の押領が発生したほか、代官が荘民と結託して荘内の戸破村や白石村の年貢を遅滞するなど混乱した。下鴨社領の歴史は、天文16年（1547年）に神保長職が近隣国人へ神用年貢の納入を督励したことが最後の記録となる。
荘家の跡は加茂神社（射水市加茂中部）で、境内に隣接して加茂遺跡が出土し、鎌倉期の居館跡が見つかっている。
2005年の市町村合併では射水郡下村が射水市となるにあたり、下村小杉地区は合併で住所が「射水市小杉」となると、同じく射水市となる射水郡小杉町との混同を招くとして、当荘園に由来する「倉垣小杉」への行政地名変更を行った。平成の大合併における中世荘園名の復活は、全国唯一の事例である。